# Rush Limbaugh
Rush Hudson Limbaugh III (Cape Girardeau, 12 gennaio 1951 – Palm Beach, 17 febbraio 2021) è stato un conduttore radiofonico e giornalista statunitense, orientato su posizioni conservatrici.

## Biografia
Nato in una famiglia di politici e giornalisti, era il figlio di Rush Hudson Limbaugh Jr e di Mildred Carolyn Armstrong. Il cognome originale della famiglia era Limbach, e il capostipite Georg Friedrich Limbach, emigrò dalla Germania nel 1753 stabilendosi nel Missouri. Il nonno paterno Rush Sr. vissuto 104 anni, scomparso nel 1996, fu un importante politico ed ambasciatore con una carriera ottantennale. Il quadrisavolo Jackson Jr, fu invece il primo sindaco di Jackson.
Iniziò a lavorare in radio dall'età di 16 anni, conducendo vari programmi come disc jockey. Dal 1984 presentò un talk show sull'emittente KFBK di Sacramento, caratterizzato dal format di alternanza tra i suoi commenti politici e le telefonate degli ascoltatori. Dal 1988 la trasmissione andò in onda su tutto il territorio statunitense, diffusa dall'emittente newyorkese WABC. Limbaugh si spostò poi a Palm Beach, in Florida, e da lì trasmise il suo The Rush Limbaugh Show, andato in onda su Premiere Networks: è stato a lungo il più seguito talk show radiofonico del paese, con un'audience settimanale di 15 milioni di ascoltatori secondo Talkers Magazine.
Negli anni novanta i suoi libri The Way Things Ought to Be (1992) e See, I Told You So (1993) entratono nella classifica dei best seller de The New York Times. Limbaugh criticò frequentemente e pesantemente quelli che considerava politici di area liberal e le loro proposte. Nel 2001 Limbaugh si ritirò a vita privata, essendo diventato completamente sordo. Il 3 febbraio 2020 Limbaugh annunciò di avere un tumore ai polmoni in stadio avanzato. Il giorno dopo, il Presidente USA Donald Trump lo insignì della Medaglia presidenziale della libertà, la più alta onorificenza civile americana, durante il Discorso sullo stato dell'Unione al Congresso di Washington. La Medaglia gli venne consegnata dalla first lady Melania Trump. Il 17 febbraio 2021 la famiglia di Limbaugh ne annunciò la morte, dovuta al cancro.

## Libri
- The Way Things Ought to Be, New York City: Pocket Books, 1992, ISBN 0-671-75145-X.
- See, I Told You So, New York City: Pocket Books, 1993, ISBN 0-671-87120-X.
- Rush Revere and the Brave Pilgrims, New York City: Threshold Editions, 2013, ISBN 1-476-75586-8.
- Rush Revere and the First Patriots, New York City: Threshold Editions, 2014, ISBN 978-1-4767-5588-5.
- Rush Revere and the American Revolution, New York City: Threshold Editions, 2014, ISBN 1-476-78987-8.
- Rush Revere and the Star-Spangled Banner, New York City: Threshold Editions, 2015, ISBN 1-476-78988-6.
- Rush Revere and the Presidency, New York City: Threshold Editions, 2016, ISBN 978-1501156892.